# オークラガーデンホテル上海

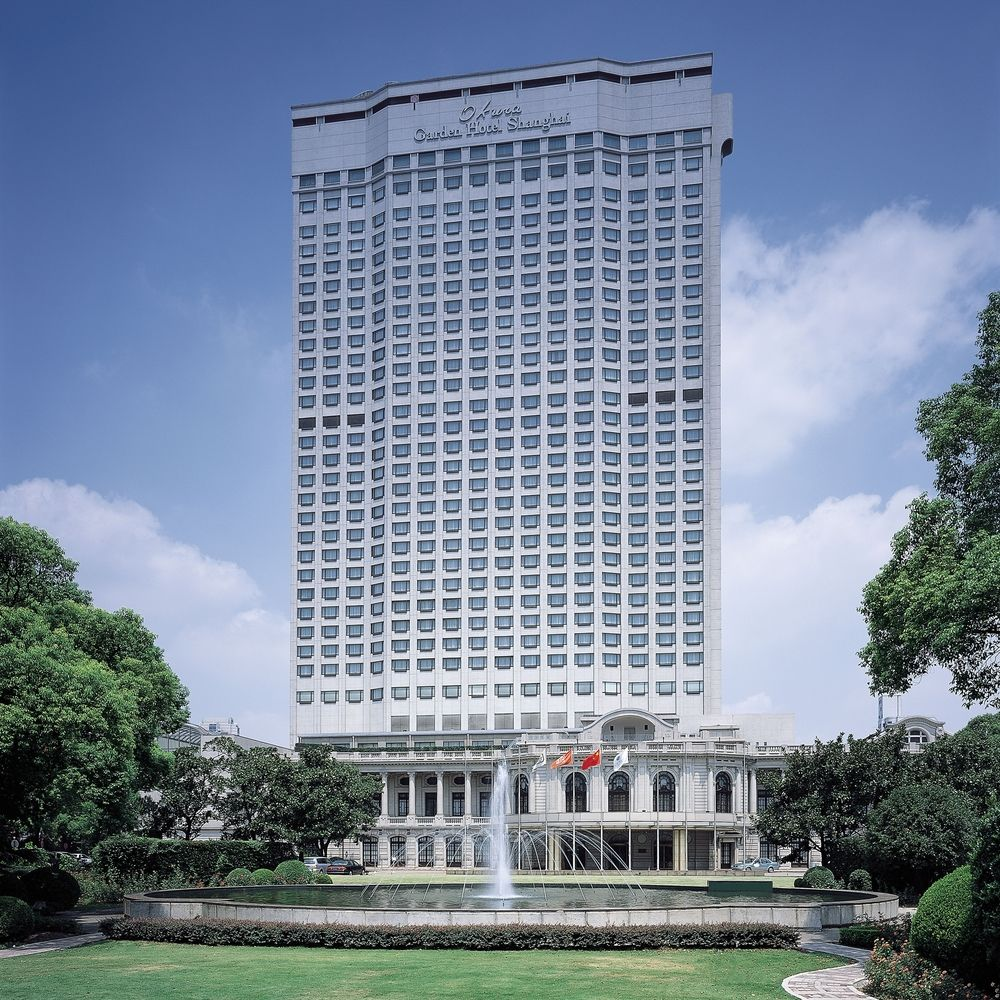
ガーデンホテルのメインビル

オークラガーデンホテル上海（オークラガーデンホテルシャンハイ、中国語: 花园饭店、英語: Okura Garden Hotel Shanghai）は上海市黄浦区にあるホテルで、峻嶺公寓の反対側にある。このホテルは旧フランス人クラブ（中国語: 法国总会、フランス語: Cercle Sportif Français）を改造して開業したホテルである。現在はホテルオークラによって運営される。ホテルは1990年3月20日に開業し、478の客室と5軒のレストランが揃う。